# Жовтнева (станція метро, Новосибірськ)
55°01′08″ пн. ш. 82°56′21″ сх. д. / 55.01889° пн. ш. 82.93917° сх. д.
«Жовтнева» (рос. Октябрьская) — станція Ленінської лінії Новосибірського метрополітену. Знаходиться між станціями «Річковий вокзал» і «Площа Леніна».
Територіально станція розташовується в Жовтневому районі Новосибірська, по вулиці Кірова. Введена в експлуатацію 28 грудня 1985 у складі 1-ї пускової черги з п'яти станцій.

## Технічна характеристика
Конструкція станції — колонна трипрогінна мілкого закладення побудована за типовим проектом. Станція має 17 пар циліндричних колон, розташованих із кроком 6 метрів.

## Вестибюлі
Вестибюль № 1 (північний) з'єднаний з платформою сходовим спуском, вестибюль № 2 — ескалатором.
Вихід на вул. Кірова. Поблизу станції розташовані Обласна рада депутатів, адміністрація Жовтневого району, Сибірська академія державної служби, державна публічна науково-технічна бібліотека.

## Оздоблення
Капітелі станційних колон зображені у вигляді смолоскипів. Таким чином в оздоблені станції повинен передаватися образ революційного Сибіру. Стіни станції грають роль фону й оздоблені червоно-сірим світлим мармуром. Підлога оздоблена гранітом.

## Перспективи
Проектом станції передбачена можливість здійснення кросплатформового переходу на станцію перспективної Першотравневої лінії, відкриття якої заплановане на 2017) При спорудженні першої станції під пересадку були частково побудовані підземні конструкції. Згідно з проектом, вхід на майбутню станцію Першотравневої лінії запланований з боку приватного сектора (вулиця Московська).

## Ресурси Інтернету
- Станція Жовтнева - Офіційний сайт Новосибірського метрополітену [Архівовано 2 травня 2014 у Wayback Machine.](рос.)
- Опис і фотографії станції на сайті «Світ метро» [Архівовано 28 квітня 2014 у Wayback Machine.](рос.)
- Станція метро «Жовтнева» - стара версія Світ метро / Metroworld [Архівовано 9 листопада 2013 у Wayback Machine.](рос.)
- Станція метро «Жовтнева» - МетроЕНСК [Архівовано 29 квітня 2014 у Wayback Machine.](рос.)
- Gelio (Степанов Слава) - Метрополітен Новосибірська. Станція метро «Жовтнева» (2009) [Архівовано 19 березня 2012 у Wayback Machine.](рос.)
- Схема станції «Жовтнева»(рос.)